# 1766 na literatura

## Eventos
- Heinrich Gerstenberg com as Cartas sobre as Curiosidades da Literatura formula os princípios do movimento Sturm und Drang.
- Gotthold Ephraim Lessing - Laocoonte.
- Oliver Goldsmith - O Vigário de Wakefield.
- Christoph Martin Wieland - A História de Agatão.

## Nascimentos
| Data        | Nome                          | Profissão             | Nacionalidade  | Observações | Ref |
| ----------- | ----------------------------- | --------------------- | -------------- | ----------- | --- |
| 9 de Março  | William Cobbett               | escritor e jornalista | Brasil Colônia | m. 1835     |     |
| 22 de Abril | Anne Louise Germaine de Staël | escritora             | França         | m. 1817     |     |
| 11 de Maio  | Isaac D'Israeli               | crítico e historiador | Inglaterra     | m. 1848     |     |

## Mortes
| Data | Nome | Profissão | Nacionalidade | Observações | Ref |
| ---- | ---- | --------- | ------------- | ----------- | --- |